# La Providence Réhon
La Providence était une usine sidérurgique installée à Réhon, dans le département de Meurthe-et-Moselle, en France. Elle se situait dans la vallée de la Chiers, rivière traversant une partie du bassin de Longwy et était l'un des maillons de l'industrie métallurgique et sidérurgique de la région.
Elle était l'un des trois sites du groupe belge Forges de la Providence.
Mise en route en 1866, elle est restée en activité jusqu'au 30 juillet 1987, sa fermeture s'inscrivant dans le cadre de la crise de la sidérurgie dans le bassin lorrain.

## Histoire

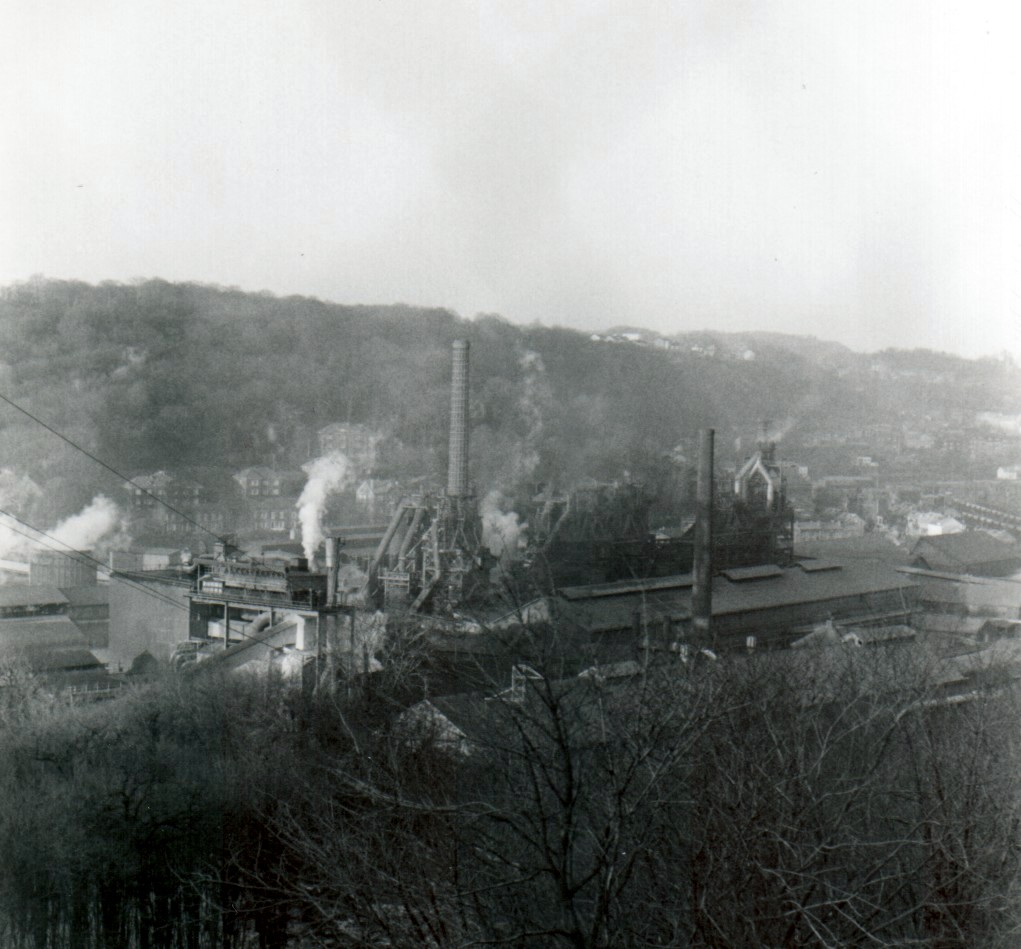
L'usine vue depuis le cimetière de Réhon en 1978.

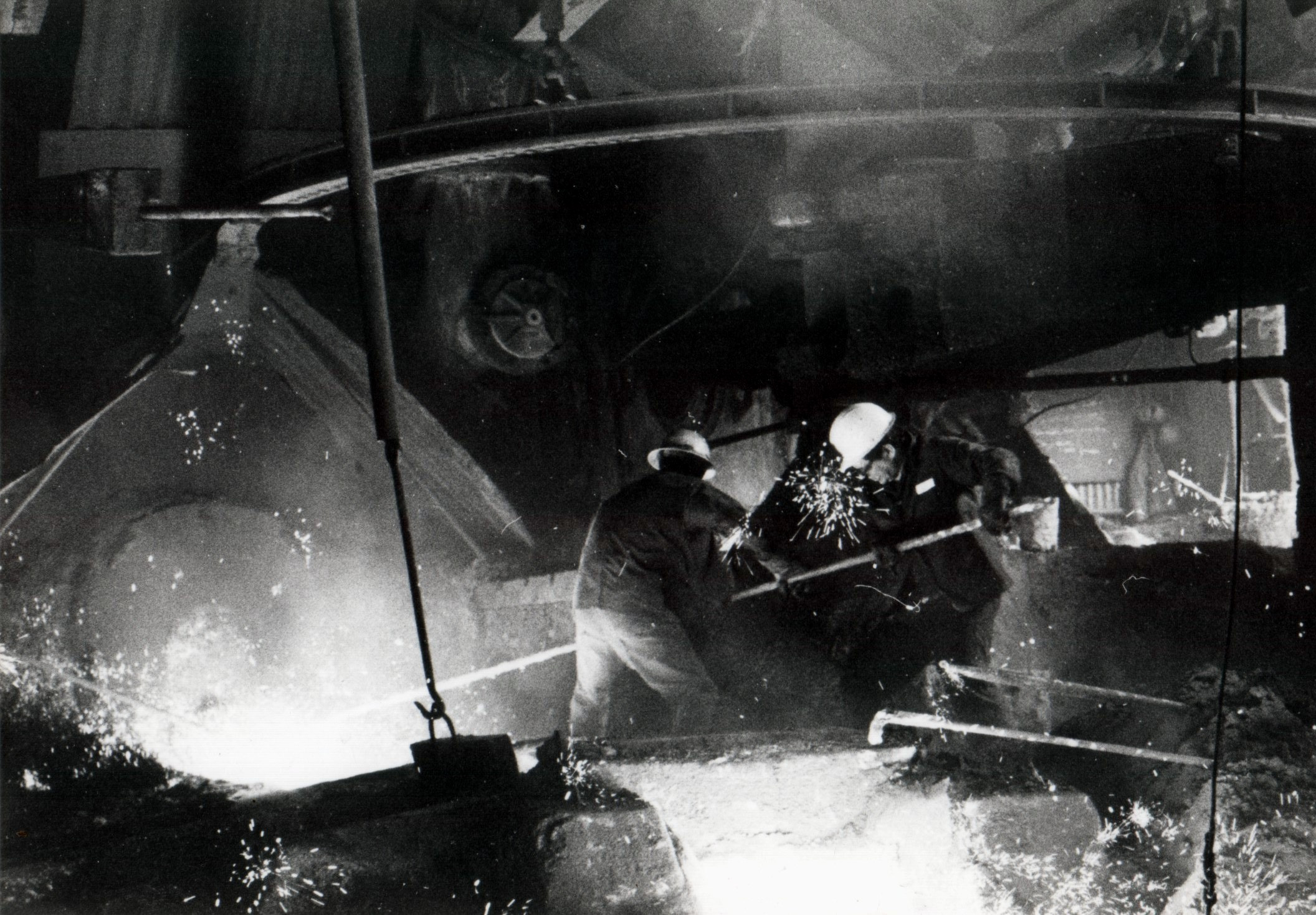
Ouvriers de la Providence manœuvrant le bouchon d'argile d'un haut fourneau en 1978.

L'activité sidérurgique à Réhon, et l'origine de l'usine de la Providence, date de 1831, quand M. Puissant d'Agimont achète à Marchienne-au-Pont un terrain de 3 ha au lieu-dit La Providence. Il y construit une usine sidérurgique qui démarre en 1832. Le 28 février 1836 est fondée la Société des Laminoirs, Forges, Fonderies et Usines de la Providence, qui intègre la jeune usine. Les fondateurs choisissent le nom de Providence et adoptent pour emblème l’œil au centre d’un triangle rayonnant.
En 1846 la Société des Laminoirs, Forges, Fonderies et Usines de la Providence devient la Société Anonyme des Laminoirs, Forges, Fonderies et Usines de la Providence. En 1864, le conseil d'administration émet un emprunt de 1 million de francs belges pour financer la construction de deux hauts fourneaux et, « en 1865, commença la construction des deux premiers hauts fourneaux : l'usine de Réhon venait de naître. » Ceux-ci sont mis à feu en 1866 et 1867, et produisent exclusivement des fontes de moulage en gueuses.
L'usine sécurise ses approvisionnements en minette lorraine en achetant, en 1881, la concession minière de Lamadelaine, puis, en 1882, les concessions de Niederkorn et Rumelange.
En 1911, l'aciérie Thomas est mise en route.
En 1914, l'usine produit 180 000 tonnes de fonte. Mais entre 1914 et 1919, soit pendant 6 ans, l'usine est totalement arrêtée à cause de la Première Guerre mondiale.
En 1930 une cité ouvrière voit le jour, la cité d'Heumont. Sa création a pour but de satisfaire la demande de logement importante des ouvriers travaillant à la Providence.
En 1955, les cinq hauts fourneaux ont une capacité de production de l'ordre de 516 000 tonnes de fonte par an. Trois hauts fourneaux sont remis en service après modernisation en 1961 (HF4, 5 et 7), alors que le HF2 est définitivement éteint. Le HF7 connait une réfection complète en 1977 ; en 1979, la batterie se compose de quatre hauts fourneaux.
En 1966, l’usine de Réhon est spécialisée dans le feuillard en acier destiné à la fabrication des tubes (l’usine de Hautmont, dans le bassin de la Sambre, est spécialisée dans les produits longs en aciers spéciaux). Elle « a su et pu se moderniser au bon moment […] : train continu à feuillard en 1951, ateliers d’agglomération en 1958, le premier convertisseur OLP de Lorraine en 1963, écriquage automatique des brames en 1965. Enfin, elle a réalisé une intégration aval soit en son sein [avec la] création d’un atelier de fabrication de tubes soudés en 1959 […]. C’est donc plutôt une société bonne à contrôler ». Ainsi, le 28 novembre 1966, les Forges de la Providence fusionnent avec la Société Cokcerill-Ougrée. La nouvelle entreprise prend le nom de Société Cockerill-Ougrée-Providence. En 1970, elle devient, à la suite d'une autre fusion, la Société Cockerill-Ougrée-Providence et Espérance-Longdoz.
Le 19 décembre 1979, l'usine de Réhon est achetée par le groupe français Usinor. Elle prend alors le nom d'Usinor-Longwy-Réhon. La société des Forges de la Providence, spécialisée dans les produits longs, fait partie de la nouvelle entité dédiée à cette production et est intégrée au complexe de production de produits longs de Longwy, mais dont l'usine sidérurgique de Gandrange-Rombas en est le cœur.
Usinor restructure fortement le site. En 1980, deux nouveaux convertisseurs à l'oxygène, de 85 tonnes chacun, sont mis en service afin de succéder à un convertisseur de 35 tonnes et un four électrique de 23 tonnes, qui ferment en 1981. Les hauts fourneaux 3 et 4 sont définitivement arrêtés, mais l'aciérie, modernisée, est conservée. En 1981, il y reste une chaîne d'agglomération, le haut fourneau 7, l'aciérie à l'oxygène OLP avec trois convertisseurs d'une capacité de production de 1 850 000 tonnes/an, un four à arc électrique, un blooming traitant environ 400 000 tonnes d’acier par an et un train à feuillard. En avril 1981, est démarrée la métallurgie en poche, d'une capacité de 400 000 à 500 000 tonnes/an. Cette dernière est donc nettement sous-dimensionnée vis-à-vis de la capacité de l'aciérie, mais permet la fabrication d'aciers de qualité. Cette année-là, les effectifs de l'usine passent de 2 743 à 2 422 personnes.
Le 21 décembre 1984, le train à feuillard ferme. Le 30 juillet 1987, les convertisseurs LWS soufflent la dernière coulée de l'aciérie. C'est alors la dernière usine sidérurgique en fonctionnement dans le bassin de Longwy.
Le site de l'usine abrite aujourd'hui un parc.

## Taille de l'usine et production
Au 31 décembre 1965, un siècle après sa création, et dans l'une de ses plus fortes périodes d'activité, l'effectif de l'usine est de 4 123 personnes, répartis en 74 cadres, 155 agents de maîtrise, 108 techniciens, 333 employés et 3 453 ouvriers, de même que 98 apprentis.
Au cours de l'année 1966, la Providence Réhon produit 665 200 tonnes de fonte, 646 627 tonnes d'acier, 31 050 tonnes de rails et 499 663 tonnes de feuillards, des bobines d'acier de faibles largeurs, qui sont une spécialité de l'usine.

## Raisons sociales
| 1838 | Société des Laminoirs, Forges, Fonderies et Usines de la Providence                          |
| 1846 | Société Anonyme des Laminoirs, Hauts-Fourneaux, Forges, Fonderies et Usines de la Providence |
| 1966 | Société Cockerill Ougrée Providence                                                          |
| 1970 | Société Cockerill Ougrée Providence et Espérance-Longdoz « Cockerill »                       |
| 1979 | Usinor Longwy-Réhon                                                                          |
| 1984 | Unimétal (Société française des aciers longs), Unimétal-Longwy                               |
| 1986 | Unimétal Longwy-Gandrange                                                                    |

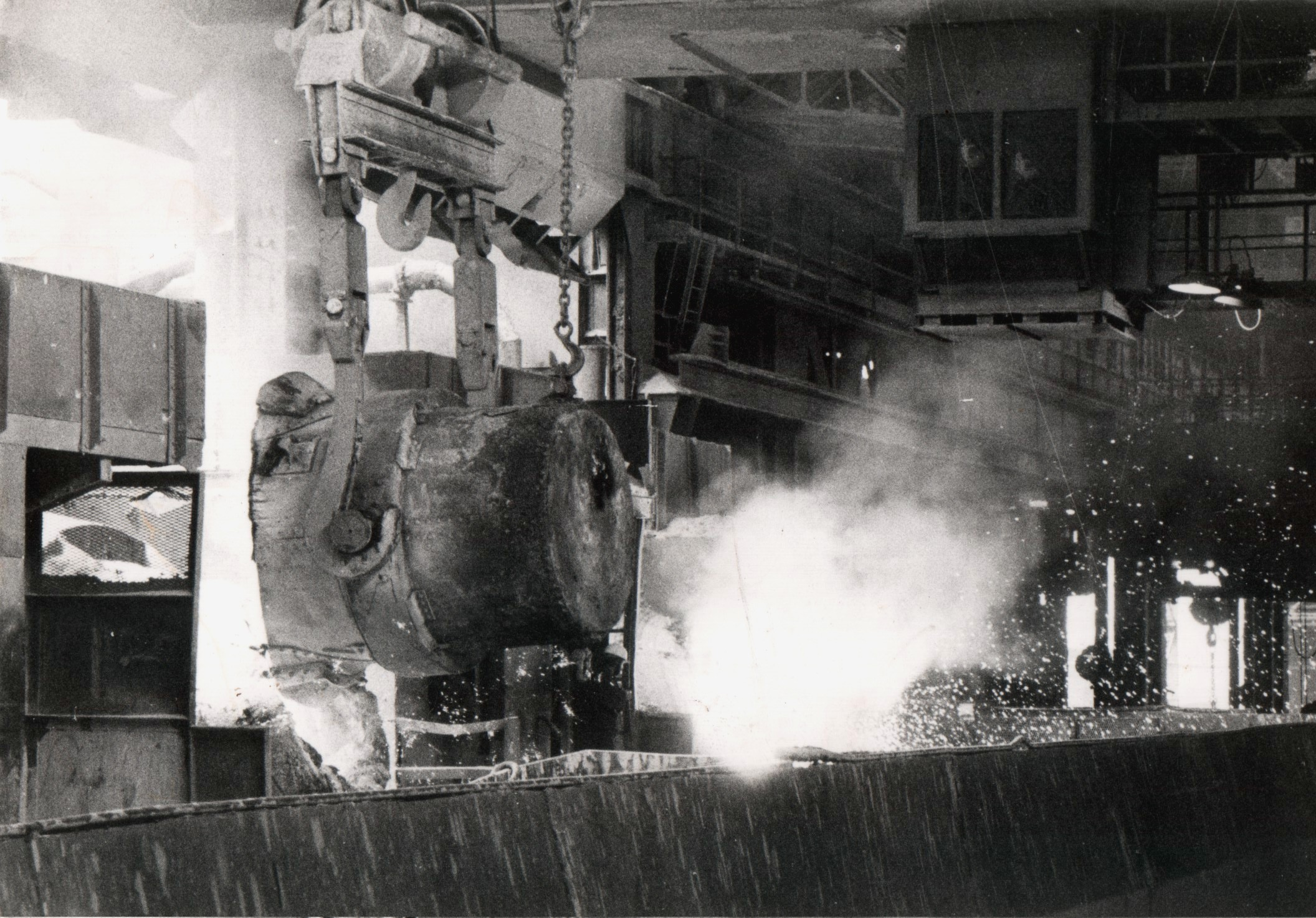
Versée de la fonte dans le convertisseur LWS.
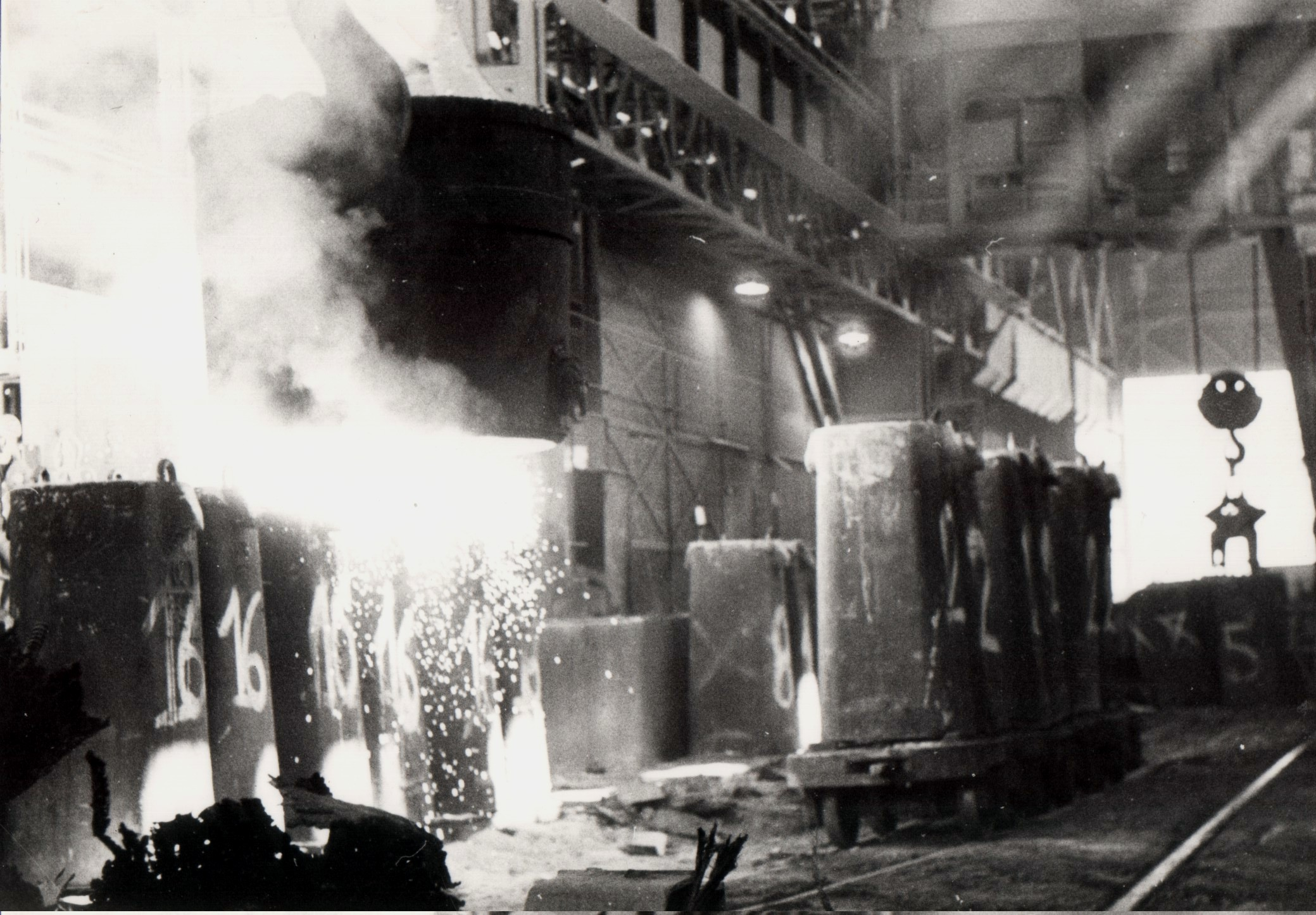
Lingotage de l'acier